# Pieve dei Santi Giovanni Battista e Marino
La pieve dei Santi Giovanni Battista e Marino, anche nota come pieve dei Santi Giovanni Battista e Martino, è un edificio sacro di Capolona che si trova in località Pieve San Giovanni.

## Storia e descrizione
L'antica pieve fu fondata probabilmente nel V secolo ed era dedicata a santi Giovanni e Martino. Fu molto importante fino al X secolo, quando venne ceduta da Teuzo di Sassello alla badia delle Sante Flora e Lucilla. Nel Settecento venne completamente ristrutturata (nella attuale controfacciata sono visibili conci in arenaria probabilmente di epoca romanica). Fu nuovamente risistemata nella parte absidale nel 1929. La facciata del tipo a capanna presenta un interno ad aula unica con soffitto a capriate lignee. 
All'interno, sulle pareti laterali si trovano due altari tardomanieristi: in quello di sinistra è conservato un crocifisso ligneo trecentesco. A quello di destra è un dipinto con una Madonna col Bambino incorniciata da una tela con i Santi Domenico e Caterina da Siena e i Misteri del Rosario entrambe attribuite a Bernardino Santini, databile al 1650 - 1652 circa.
All'altare maggiore è una tela seicentesca che raffigura il Battesimo di Gesù datata 1674 ed assegnabile a Giovanni Battista Biondi, allievo di Salvi Castellucci.